# GYM 엔터테인먼트의 음반
이 문서는 GYM 엔터테인먼트에서 발매한 음반 목록이다.

## 2000년대
- 2009년 6월 30일 길미 - [Digital Single] The 1st Purpledream Sound
- 2009년 12월 14일 길미 - [Digital Single] The 2nd Purpledream Sound
- 2009년 12월 14일 은지원 - Platonic

## 2010년대
- 2010년 3월 23일 은지원 - [Digital Single] 술김에...[1]
- 2010년 5월 19일 길미 - [Digital Single] The Bridge Of Love Actually
- 2010년 7월 13일 은지원 - [Digital Single] You're My V.I.P
- 2010년 7월 29일 길미 - Love Actually
- 2010년 11월 26일 길미 - 욕망의 불꽃 OST Vol.2[2]
- 2010년 12월 10일 길미 - [Digital Single] The 4th Purpledream Sound
- 2011년 3월 31일 클로버 - Classic Over
- 2011년 9월 29일 클로버 - [Digital Single] 아는 오빠
- 2012년 4월 4일 장희영 - [Digital Single] Starting Is Over
- 2012년 7월 13일 길미 - [Digital Single] 내가 먼저
- 2012년 8월 14일 클로버 - [Digital Single] 돼지 국밥
- 2012년 10월 16일 길미 - 울랄라부부 OST Part.2[3]
- 2012년 12월 7일 길미 - [Digital Single] My Sweetie
- 2012년 12월 14일 장희영 - 아들 녀석들 OST Part.7
- 2012년 12월 21일 은지원 - [Digital Single] 아무나
- 2013년 2월 7일 장희영 - [Digital Single] 너 정말 못됐구나
- 2013년 3월 20일 길미 - [Digital Single] 웃고 떠나
- 2013년 4월 5일 장희영 - 백년의 유산 OST Part.3
- 2013년 5월 23일 장희영 - 천명 OST Part.3
- 2013년 10월 18일 길미 - 실업급여 로맨스 OST Part.2
- 2013년 11월 18일 클로버 - [Digital Single] 주르륵
- 2014년 4월 22일 장희영 - [Digital Single] 우리 사랑했던 날[4]
- 2014년 5월 12일 길미 - [Digital Single] NObody kNOws
- 2014년 6월 3일 미스터 타이푼 - [Digital Single] Fxxk You
- 2014년 6월 26일 장희영 - 왔다!장보리 OST Part.3
- 2014년 9월 4일 길미 - 2 Face
- 2015년 2월 3일 장희영 - [Digital Single] 겨울 끝에서[5]
- 2015년 4월 1일 길미 - [Digital Single] Tell Me This Is Real
- 2015년 5월 15일 길미 - [Digital Single] 멈출 수 없어 (Can`t Stop)
- 2015년 6월 8일 은지원 - TRAUMA
- 2015년 9월 17일 장희영 - [Digital Single] There Is A Fountain Filled With Blood (i am Melody 3) (아이 엠 멜로디 3)
- 2016년 11월 7일 길미 - 여자의 비밀 OST Part.16
- 2017년 4월 29일 전민주 - 언니는 살아있다 OST Part.1
- 2017년 5월 8일 길미 - 훈장 오순남 OST Part.3
- 2017년 9월 5일 길미 - 무궁화 꽃이 피었습니다 OST Part.13
- 2018년 1월 2일 길미 - 막돼먹은 영애씨 시즌 16 OST Part.10